# Austin 30
La 30 è un'autovettura prodotta dall'Austin dal 1914 al 1916.

## Contesto
Prodotta durante la prima guerra mondiale, rappresentava il modello di punta della gamma offerta dall'Austin. L'Austin 30 era l'erede dell'Austin 50. Le carrozzerie disponibili erano due, torpedo quattro posti (a telaio corto) e limousine quattro porte (a telaio lungo).
Il motore installato, a quattro cilindri in linea e valvole laterali, derivava da quello dell'Austin 18/24. L'alesaggio misurava 111 mm, ed era quindi lo stesso di quello del motore del modello menzionato, ma la corsa era 152 mm. Quest'ultima era determinata dall'albero a gomiti, e fu la più grande mai realizzata per un motore Austin. La cilindrata ottenuta era di 5.883 cm³.
Alla fine del 1916 la produzione dell'Austin 30 si interruppe, senza il lancio sul mercato di nessun modello successore.